# Lehtisaaret (ö i Södra Savolax, S:t Michel, lat 61,50, long 28,65)
Lehtisaaret är en ö i Finland. Den ligger i sjön Pihlajavesi och i kommunen Puumala i den ekonomiska regionen  S:t Michel och landskapet Södra Savolax, i den södra delen av landet, 250 km nordost om huvudstaden Helsingfors. Öns area är 5,2 hektar och dess största längd är 500 meter i sydöst-nordvästlig riktning.  Notera att namnet antyder att det är fråga om flera öar.